# Mirnyy Island
Mirnyy Island ist eine Insel vor der Südküste Südgeorgiens im Südatlantik. Sie ist die küstennähere zweier unmittelbar benachbarter Inseln auf halbem Weg zwischen den Buchten Ranvik und Trollhul. Sie gehört zu den Brutgebieten des Wanderalbatros’.
Das UK Antarctic Place-Names Committee benannte sie 2009. Namensgeberin ist die Mirny, das Forschungsschiff von Fabian Gottlieb von Bellingshausen bei der ersten russischen Antarktisexpedition (1819–1821).